# Carmen Nicolai Hussoviani de statura, feritate ac venatione bisontis
Carmen Nicolai Hussoviani de statura, feritate ac venatione bisontis (Pieśń o wyglądzie, dzikości i polowaniu na żubra, także: Pieśń o żubrze) – łaciński poemat Mikołaja Hussowczyka wydany drukiem w Krakowie w 1523 roku.

## Okoliczności powstania utworu
Biskup płocki Erazm Ciołek postanowił obdarować ówczesnego papieża, Leona X wypchanym żubrem oraz dołączonym do niego poematem. Jego napisanie zlecił Hussowczykowi, który towarzyszył duchownemu w podróży do Rzymu, natomiast wypchany okaz zwierzęcia miał przywieść do Watykanu wojewoda wileński Mikołaj Radziwiłł. Jednak przed ukończeniem utworu 1 grudnia 1521 papież zmarł. Niecały rok później zmarł także biskup Ciołek. W tej sytuacji Hussowczyk powrócił do kraju, a Pieśń o żubrze opublikował w Krakowie dedykując utwór królowej Bonie.

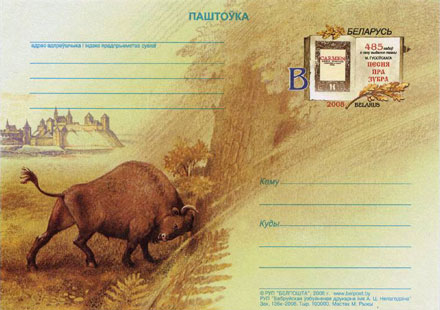
Kartka pocztowa wydana 25 września 2008 r. na Białorusi z okazji 485 rocznicy pierwszej publikacji poematu.

## Konstrukcja i treść poematu
Autor wzorował się na poematach o tematyce myśliwskiej, powstających w tamtym czasie na zamówienie Leona X; przede wszystkim przejął schemat kompozycyjny tego typu utworów. Natomiast treść Pieśni o żubrze jest całkowicie oryginalna: opowiada o władcach litewskich (w szczególności o Witoldzie), tamtejszych puszczach, polowaniach na żubry, oraz o wyglądzie i zachowaniu tego zwierzęcia. W przeciwieństwie do włoskich twórców polski poeta całkowicie zrezygnował z wplatania motywów antycznych i mitologicznych. Poemat kończy się apelem do władców chrześcijańskich o stawianie oporu Turkom, co sytuuje utwór Hussowczyka w kręgu twórców staropolskich zabierających głos w sprawie najazdów tureckich.